# Mieżany Nowe
Mieżany Nowe (lit. Naujieji Miežionys) − wieś na Litwie, w okręgu wileńskim, w rejonie solecznickim, w gminie Dziewieniszki, w starostwie Dziewieniszki. W 2011 roku liczyła 3 mieszkańców.

## Historia
W czasach zaborów dwa folwarki i dwa zaścianiki w gminie Dziewieniszki, w powiecie oszmiańskim, w guberni wileńskiej Imperium Rosyjskiego. Pod koniec XIX wieku liczyły 29 mieszkańców, należały do Umiastowskich.
W latach 1921–1945 wieś leżała w Polsce, w województwie wileńskim, w powiecie oszmiańskim, w gminie Dziewieniszki.
W 1931 w 14 domach zamieszkiwały 73 osoby.
Wierni należeli do parafii rzymskokatolickiej w Dziewieniszkach. Miejscowość podlegała pod Sąd Grodzki w Holszanach i Okręgowy w Wilnie; właściwy urząd pocztowy mieścił się w Dziewieniszkach.